# Sarrià de Ter
Sarrià de Ter est une commune de la province de Gérone, en Catalogne, en Espagne dans la comarque de Gironès.

## Culture locale et patrimoine

### Personnalités liées à la commune
- Roger Torrent (né en 1979), homme politique.